# Nogometni/Fudbalski Savez Bosne i Hercegovine
Nogometni/Fudbalski Savez Bosne i Hercegovine (N/FSBiH) – ogólnokrajowy związek sportowy, działający na terenie Bośni i Hercegowiny, będący jedynym prawnym reprezentantem bośniackiej piłki nożnej, zarówno mężczyzn, jak i kobiet, we wszystkich kategoriach wiekowych w kraju i za granicą. Został założony w 1920 roku jako oddział Jugosłowiańskiego Związku Piłki Nożnej, w 1992 uzyskał samodzielność; w 1996 roku przystąpił do FIFA; w 1998 do UEFA.